# 克莱县 (内布拉斯加州)
克萊縣（英語：Clay County）是美國內布拉斯加州東南部的一個縣。面積1,485平方公里。根据美國2000年人口普查，共有人口7,039人。縣治克萊森特 (Clay Center)。还有几个小村庄如昂(Ong)
成立於1867年2月16日。縣名紀念代表肯塔基州的聯邦參議員、國務卿亨利·克萊 (Henry Clay)。